# Ústavní zákon
Ústavní zákon je právní předpis nejvyšší právní síly, který mění nebo doplňuje ústavu. Ústavním zákonem je v českém právním systému i sama Ústava. Ústavní zákony jsou vždy[zdroj⁠?!] přijímány kvalifikovanou většinou, v některých státech je ke změně ústavy třeba referenda. Rigidní ústavy jiným způsobem měnit nelze.

## Česká republika
Ústavní zákony v České republice přijímá Parlament České republiky, a to kvalifikovanou většinou, tedy třemi pětinami hlasů všech poslanců (tj. nejméně 120 poslanců) a zároveň třemi pětinami hlasů přítomných senátorů. Ústavní zákony musí být schváleny ve shodném znění oběma komorami Parlamentu, Poslanecká sněmovna tedy nemůže Senát přehlasovat. Prezident je nemůže vetovat.
Mnoho právních nejasností vzniká tím, že slovem „zákon“ je v některých ustanoveních podle některých výkladů míněn pouze „prostý“ zákon, zatímco v jiných ustanoveních je jím zjevně míněn jakýkoliv zákon včetně ústavního zákona. K věci se částečně vyjádřil Ústavní soud, když v roce 2009 rozhodoval o souladu ústavního zákona o zkrácení pátého volebního období Poslanecké sněmovny s ústavou, resp. s jejím materiálním jádrem. Prohlásil za nezbytné vztáhnout kategorii ústavních zákonů do pojmu „zákon“ v čl. 87 odst. 1 písm. a) Ústavy, protože jinak by pravomoc přezkoumávat je neměl a to by znamenalo, že by nemohl chránit podstatné náležitosti demokratického právního státu (čl. 9 odst. 2 Ústavy). Podpůrně pak uvedl, že „dikce Ústavy pro případy, ve kterých nutno vyloučit z rámce pojmu „zákon“ kategorii zákonů ústavních, tuto skutečnost výslovně zakotvuje [viz čl. 50 odst. 1, čl. 62 písm. h) Ústavy]“.

## Jiné státy
Rozlišování prostých a ústavních zákonů existovalo již v Československu a převzala je kromě České republiky i Slovenská republika.